# Boldog Avianói Márk
Boldog Avianói Márk, olaszul: Marco d’Aviano, születési nevén: Carlo Domenico Cristofori, (Aviano, 1631. november 17. – Bécs, 1699. augusztus 13.) olasz kapucinus szerzetes, tábori lelkészként teljesített szolgálatot a bécsi, esztergomi, párkányi és budai császári hadsereg törökellenes hadjárataiban.

## Ifjúsága
1648-ban 17 évesen lépett be a kapucinus rendbe. A török elleni missziós küldetésről álmodozott.

## Tevékenységei
1655-ben pappá szentelték és mint lelkész prédikált, erős „barokkos” stílusban tudta eredményesen ráhangolni az embereket a bűnbánatra. Nyugat-európai körútján szenvedélyesen prédikált a török ellen, erre XI. Ince pápa is felfigyelt. 1682-ben ezért a pápa Bécsbe küldte, mint apostoli követ, mert ekkor már tudták, hogy a török Bécs ellen fog vonulni. A szerzetes ott volt a Bécs elleni török támadásnál is. A győzelem után visszatérő Lipót császár azonnal különbékét akart kötni a törökkel, de Avianói Márk rábeszélte a pápát, hogy folytassák a hadjáratot a török ellen. Így lehetett jelen az Esztergom és Párkány visszafoglalásánál is, majd Buda visszafoglalásánál. A győzelem után egyes szerzők szerint a táborban, mások szerint a Mátyás-templomban mutatott be hálaadó misét. Egy másik magyarországi esemény is őhozzá fűződik, valószínűsíthető, hogy az ő javaslatára vitték a pócsi Istenszülő Szűz könnyező ikont Bécsbe. Buda újjáépítésére százezer arany forintot küldött.

## Emlékezete

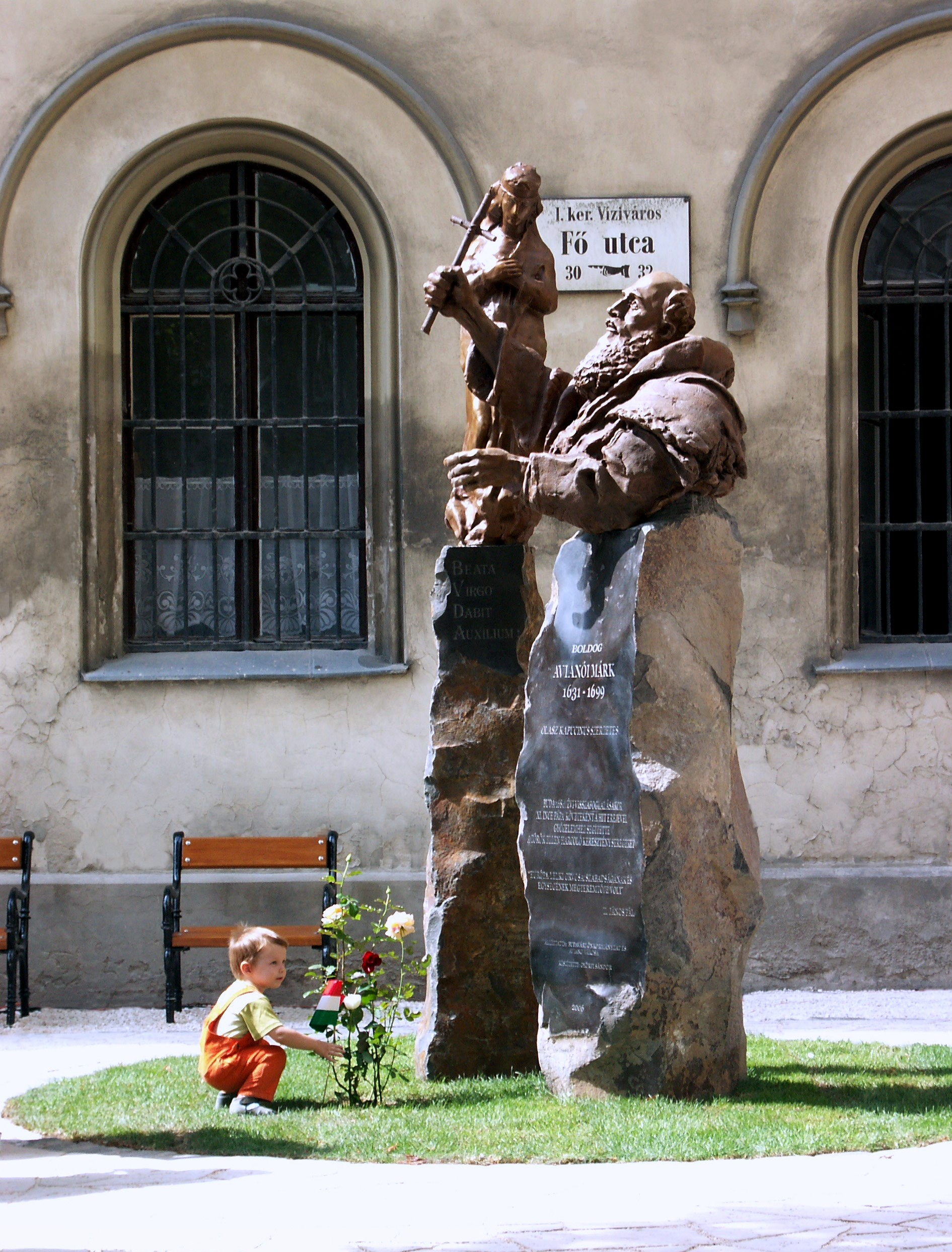
Avianói Márk szobra Budán a Fő utcában a kapucinus templom mellett.

Avianói Márkot értékelők között a nyugat 17. századi megmentőjeként is emlegették. Boldoggá avatását 1912-ben kezdeményezték. Sírja a bécsi kapucinus templom Mária-oltára előtt látható. Magyarországon létrejött emlékbizottság a budai kapucinusoknál. A budai Fő utcai kapucinus templom előtt szobrot emeltek tiszteletére, mely Györfi Sándor alkotása. Avianói Márkot II. János Pál pápa avatta boldoggá 2003. április 27-én. A szertartáson a Budavári Önkormányzat és a Magyar Katolikus Tábori Püspökség is képviseltette magát.